# Alfa Romeo TZ3
De Alfa Romeo TZ3 is een exclusieve wagen van het Italiaanse automerk Alfa Romeo. De wagen werd ontworpen door Zagato om enerzijds de honderdste verjaardag van Alfa Romeo te vieren, en anderzijds om de negentigste verjaardag van Zagato te vieren. In mei 2010 werd de definitieve versie van de wagen voorgesteld, bijna gelijktijdig met de Alfa Romeo Pandion (een samenwerking tussen Alfa Romeo en Bertone) en de Alfa Romeo 2uettottanta (een samenwerking tussen Alfa Romeo en Pininfarina). 
De TZ3 werd ontwikkeld in twee versies: een Corsa en een Stradale. De Corsa werd slechts één maal geproduceerd, de Stradale negen maal.